# Cucurbitaria asteropycnidia
Cucurbitaria asteropycnidia är en svampart som beskrevs av P. Crouan & H. Crouan 1867. Cucurbitaria asteropycnidia ingår i släktet Cucurbitaria och familjen Cucurbitariaceae.   Inga underarter finns listade i Catalogue of Life.